# Bristol Open 1981
Il Bristol Open 1981 è stato un torneo di tennis giocato sull'erba. È stata la 2ª edizione del Bristol Open, che fa parte del Volvo Grand Prix 1981. Si è giocato a Bristol in Inghilterra, dal 15 al 20 giugno 1981.

## Campioni

### Singolare
Mark Edmondson ha battuto in finale  Roscoe Tanner con il punteggio di 6–3, 5–7, 6–4

### Doppio
Billy Martin /  Russell Simpson hanno battuto in finale  John Austin /  Johan Kriek con il punteggio di 6–3 4–6 6–4